# سارة باغلي
سارة باغلي (بالإنجليزية: Sarah George Bagley)‏ (19 أبريل 1806 - 23 يونيو 1883) مدافعة عن حقوق المرأة، وأحد أبرز القيادات العمالية خلال العقد الخامس من القرن ال19 في نيو إنجلاند، دعت إلى ساعات عمل أقصر لعاملي المصانع والميكانيكيون. وشنت حملة لجعل الحد الأقصى لساعات العمل 10 ساعات في ماساتشوستس. وقد جعلتها أنشطتها في دعم عمال المطحنة في لوويل على صلة بنطاق واسع من الإصلاحيين في مجالات حقوق المرأة والشيوعية والسلام وإصلاح السجون والإصلاح الصحي. أصبحت سارة باغلي وزملائها على دراية بأنشطة إصلاح الطبقة المتوسطة. وقد كشفت أنشطة سارة التوتر الذي يشوب العلاقة بين الذكور والإناث في ميدان العمل، والقيود المفروضة على الإناث التي ينبغي عليهن التعلب عليها.

## حياتها المبكرة
ولدت سارة في نيوهامبشير لرودا ويثام وناثان باغلي، وكلاهما ينتمي لعائلات من نيو إنجلاند. وقد عملا في الزراعة وبيع الأراضي، كما امتلكا مشغلًا صغيرًا لكسب المال ودعم أسرتهم. لديها من الأشقاء أخوان هما توماس وهنري، وأخت تدعى ماري أوسجود.

## عاملة نسيج
عام 1835، في ال28 من عمرها مرّت عائلتها بظروف صعبة ممما حدا بسارة إلى العمل في مصانع هاميلتون في لويل، ماساتشوستس. ونشرت واحدة من قصصها الأولى عام 1840 في مجلة شهرية تُدعى "Lowell Offering"، وهي مجلة أدبية تكتبها وتحررها وتنشرها نساء عاملات، بعضهن صغيرات السن.
في نوفمبر عام 1842، تركت 70 عاملة في مصانع ميدلسكس عملها مطالباتٍ بحاجتهن للعمل على مِغزَلين لا مِغزَل واحد. بعد فترة وجيزة من الإضراب، تركت سارة مصانع هاميلتون وتوجهت للعمل في ميدلسكس كعاملة نسيج. بين عامي 1842 و1844 تركت أكثر من 1000 عاملة مصانعَ لويل بسبب الكَساد الاقتصادي الذي أدى بدوره إلى ضعف الأجور وزيادة ساعات العمل. في مارس 1844 وبعد تحسُّن الأوضاع الاقتصادية رفعت شركات الغزل والنسيج أجور العمال الذكور فقط حتى عادت إلى مستوياتها عام 1942، ولم ترفع أجور الإناث.

## نشاطها العمالي

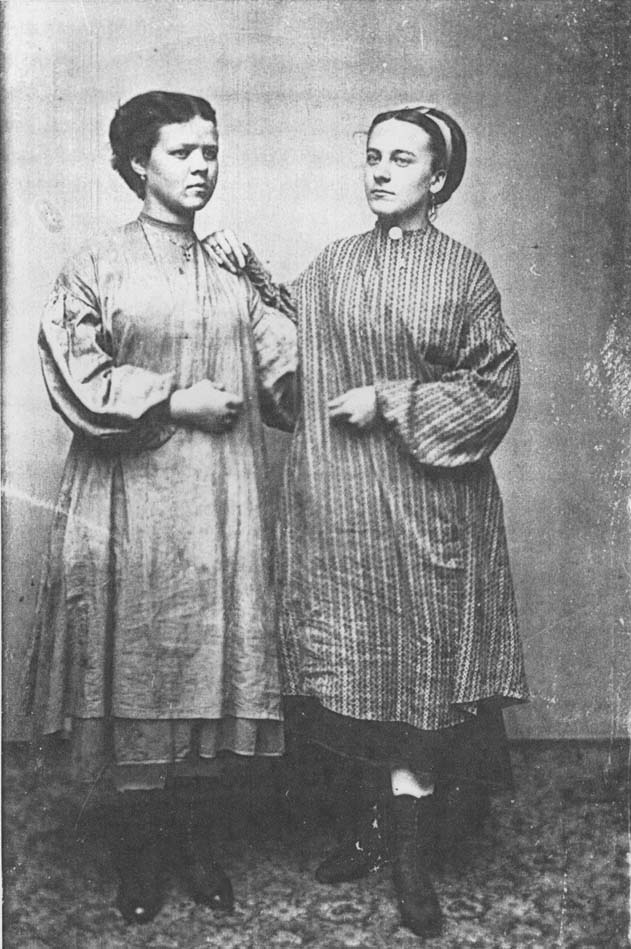
عاملات في مصانع لويل

في ديسمبر 1844، شكلت سارة باغلي مع خمس سيدات أخريات التقت بهن في قاعة مكافحة الرِّق في مدينة لويل جمعية لويل لشئون العمالة النسائية؛ لإصلاح الأوضاع الصحية للعاملات وتشكيل قوة ضغط لجعل الحد الأقصى لساعات العمل 10 ساعات؛ ففي ذلك الوقت كانت النساء تعمل 12-14 ساعة في مصانع لويل للغزل والنسيج. كانت سارة رئيسة الجمعية التي نمت ليصل عدد عضواتها إلى 600. أصدرت الجمعية جريدتها الخاصة «صوت الصناعة» (The Voice of Industry). كتبت سارة عدة مقالات في الجريدة، وحرّرت عمودًا للمرأة.
عام 1845 قامت سارة وزميلاتها بجمع توقيعات عاملات النسيج الأخريات في عرائض وقدمنها للهيئة التشريعية لولاية ماساتشوستس مطالباتِ بخفض الحد الأقصى لساعات العمل إلى 10 ساعاتٍ يوميًّا. كتبت سارة للهيئة قائلةً:
| سارة باغلي | من الحماقة الاعتقاد بأن 60 عاملة من أصل 6000 ستظل تعمل في لويل تحت هذه الظروف، وكلما احتججت بأن مكوثنا في غرفة لمدة 12 ساعة يوميًّا في أكثر الأعمال رتابةً ومللًا هو أمر غير أخلاقي قيل لي أننا أتينا إلى العمل بمحض إرادتنا، وبإمكاننا تركه وقتما أردنا. بمحض إرادتنا؟! إن ما أتى بنا إلى لويل لهو الضرورة إننا في حاجة إلى المال لأن ديون الأب يجب سدادها أو لأم عجوز يجب إعانتها أو لأن الأخ بحاجة إلى المساعدة وهكذا يتم إمداد المصانع بالأيدي العاملة. هل هذا نابع من إرادة حرة؟ أهذه هي الحرية؟! في رأيي إنها العبودية | سارة باغلي |

واستجابة لعشرات العرائض، ولأول مرة في تاريخ الولايات المتحدة الأمريكية، أصغت الهيئة التشريعية لأصوات العاملات وقامت بالتحقيق في ظروف العمل في المصانع. شهدت باغلي وغيرها على ساعات العمل الطويلة والظروف غير الصحية في المصانع. ضكرت اللجنة برئاسة ويليام شولار (1814-1873) أن الهيئة التشريعية ليس لديها السلطة للبت في قضية ساعات العمل، وأن تحديدها ينبغي أن يتم بين الشركات وعمال النسيج. غضبت العاملات من جراء هذا قرار، وناضلن لهزيمة ممثل اللجنة في الانتخابات التالية، ونجحن في ذلك؛ مما دفع شولار إلى هجاء سارة على صفحات جريدة "Courier".
استمرت باغلي وزميلاتها في إرسال العرائض إلى الهيئة التشريعية، وجمعن أكثر من 10,000 توقيعًا من جميع أنحاء ماساتشوستس، كان من ضمنها 2,000 توقيعًا من عاملي وعاملات لويل. قامت اللجنة بإعادة التحقيق في ظروف العمل، وللمرة الثانية ترفض اللجنة اتخاذ الإجراءات اللازمة. ومع ذلك نجح الضغط السياسي والعمّالي في جعل المصانع تخفِّض ساعات العمل لمدة 30 دقيقة عام 1847، ومع استمرار جهود حركة إصلاح ظروف العمل، خفّضت الشركات ساعات العمل إلى 11 ساعةً عام 1853، ثم 10 ساعات عام 1874.

## عملها في شبكة التلغراف

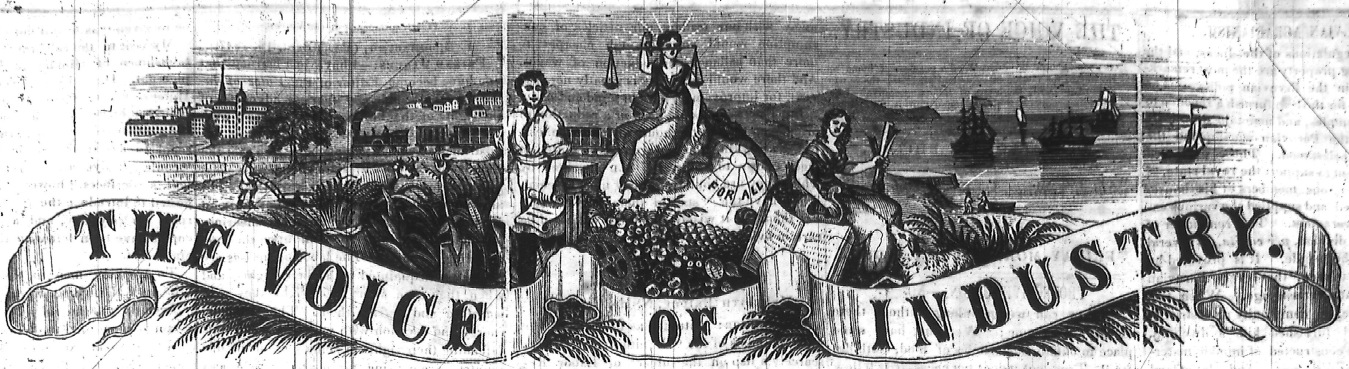
شعار جريدة صوت الصناعة

في يونيو 1846 عيِّن جون ألين رئيسًا لتحرير مجلة "The Voice of Industry"، وعلى الفور قام بطرد باغلي. كتبت باغلي أن ألين: «لا يرغب في تواجد قسم للنساء؛ إذ يتعارض ذلك مع آراء الطبقة الأرستقراطية التي يسعى لمحاباتها». غضبت باغلي وأخذت تبحث عن وظيفة أخرى. وفي فبراير 1846، بعد عامين فقط من ظهور اختراع صمويل مورس «التلغراف» افتتحت شركة ماغنيتيك تلغراف (بالإنجليزية: Magnetic Telegraph Company)‏ مكتبًا في لويل، ووظّفت باغلي فيه كأول عاملة في شركات التلغراف في الولايات المتحدة الأمريكية على الأرجح. لم تقم باغلي بضرب الرسائل على الآلة الكاتبة فقط، بل ساعدت الناس في كتابة رسائلهم أيضًا. في مطلع عام 1847، تم التعاقد مع باغلي لتشغيل مكتب التلغراف في سبرينغفيلد. وهناك، غضبت حين علمت أنها تتلقى ثلاث أرباع أجر الرجل الذي عملت بدلًا عنه، وحينها كتبت إلى صديقة تخبرها عن التزامها المتزايد تجاه السعي من أجل المساواة وحقوق المرأة.

## عودتها إلى لويل
عادت باغلي إلى لويل بعد مرور عام واحد، وعملت في مصانع لويل للغزل والنسيج وعاشت مع أخيها هنري. وسافرت في أنحاء نيو إنجلاند تكتب عن الرعاية الصحية وظروف العمل وإصلاح السجون وحقوق المرأة. عام 1849 انتقلت إلى فيلادلفيا للعمل في جمعية الأصدقاء الدينية كسكرتير تنفيذي بدار روزين؛ لتوفير مكان آمن للمومسات والشابات المحرومات. أثناء تواجدها في فيلادلفيا، قابلت باغلي الطبيب جيمس درنو، (1796-1873) وتزوجا في 13 نوفمبر 1850.

## المعالجة المثلية
عام1851، سافرت سارة وزوجها جيمس إلى ألباني بنيويورك لممارسة الطب التجانسي، وهو أحد أشكال الطب البديل، كانت الطب التجانسي فرعًا جديدًا من الطب يستخدم أعشابًا وعلاجات تختلف عن الأساليب المتَّبعة من قبل الأطباء في ذلك الوقت؛ كالفصد. وقد تخصّصا في مجال النساء والأطفال، وكانا يتلقّان دولارًا واحدًا من الأغنياء نظير علاجهم، بينما يعالجان الفقراء مجانًا. وأخذ درنو يصنع الأدوية العُشبية و«نشوق درنو للزُّكام». نقل الزَّوجان شركتهما إلى مدينة نيويورك، وعاشا في بيت من الطوب يقع على مرتفعات بروكلين. توفي جيمس عام 1871، ودُفن في مقبرة جرينوود، بينما تُعد ظروف وفاة باغلي غامضة.